# Marcos Chacón
Marcos Chacón Tirado (La Habana, Cuba, 24 de junio de 2003) es un baloncestista cubano que se desempeña como base organizador. Actualmente juega en Gimnasia y Esgrima  de Comodoro Rivadavia de la Liga Nacional de Básquet de Argentina.

## Carrera

### Carrera Amateur
Comenzó desde muy pequeño a practicar baloncesto en La Habana. En el 2015 participó en una clínica impartida por la ex estrella de la NBA, Shaquille O'Neal, durante una visita a la capital cubana, mientras entrenaba junto a estudiantes de la NCAA de Estados Unidos. En el 2021 se integró a los Capitalinos de La Habana. En el 2022, hace su debut en la Liga Superior de Baloncesto de Cuba, destacándose como una de las mejores figuras del torneo, siendo así incluido en el Juego de las Estrellas.

#### Clubes
| Club                     | País | Año         |
| ------------------------ | ---- | ----------- |
| Capitalinos de La Habana | Cuba | 2021 - 2022 |

### Gimnasia y Esgrima (CR)
El 21 de julio de 2022 es contratado por el club Gimnasia y Esgrima  de Comodoro Rivadavia de la Liga Nacional de Básquet de Argentina, como ficha juvenil del plantel profesional.

## Selección nacional
Fue convocado por el seleccionado cubano para disputar la  Clasificación de FIBA Américas para la Copa Mundial de Baloncesto de 2023.

### Participaciones con la selección
- Actualizado hasta el 24 de febrero de 2022.

| Torneo                        | Sede    | Resultado |
| ----------------------------- | ------- | --------- |
| Clasificación al Mundial 2023 | América | Eliminado |